# Corydoras desana
Corydoras desana es una pequeña especie de pez siluriforme de agua dulce de la familia de los callíctidos y del género Corydoras. Habita en aguas tropicales del norte de América del Sur.

## Taxonomía
Esta especie fue descrita originalmente en el año 2017 por los ictiólogos Flávio C. T. Lima y Ivan Sazima.
Antes de su descripción formal, esta especie era conocida bajo el código de trabajo: CW011.
Relaciones filogenéticas
Corydoras desana pertenece a un clado basal dentro del género, el de las “Corydoras de hocico largo” (también denominado “linaje 1” o “grupo de especies Corydoras acutus”).
Etimología
Etimológicamente el nombre genérico Corydoras se construye con palabras del idioma griego, en donde kóry es 'yelmo', 'coraza', 'casco', y doras es 'piel'. Esto se relaciona a la carencia de escamas y la presencia de escudos óseos a lo largo del cuerpo.

## Distribución geográfica y hábitat
Habita en aguas tropicales en el norte de Sudamérica, en el igarapé Castanha, afluente del río Tiquié, el cual vierte sus aguas en el río Vaupés, perteneciente a la alta cuenca del río Negro, correspondiente a la cuenca del Amazonas, en el norte del estado de Amazonas, norte de Brasil.
Especies con las que convive
Convive con otra especie del género Corydoras de la cual es co-mímica, C. tukano, esta última es considerablemente más abundante.
Sobre la base de la morfología de la columna pectoral, los descriptores sugirieron que el mimetismo desarrollado por Corydoras desana sobre C. tukano es del tipo batesiano, lo cual refuta la hipótesis que postulaba que las especies de Corydoras pertenecientes al linaje 1 son co-mímicas müllerianas de las pertenecientes a los linajes 6 a 9.

## Características
Corydoras desana presenta un color de fondo amarillento claro con tonos anaranjados (desde el hocico hasta el pedúnculo caudal en parte está matizado con gris oscuro), sobre el cual se disponen grandes manchas de color negruzco en tres sectores, uno anterior, el cual de forma transversal cubre el ojo hasta las aletas pectorales; otro va desde la base de la aleta dorsal hasta la base de las aletas ventrales; finalmente el tercero se dispone sobre la última porción del pedúnculo caudal. Además, tiene una serie de manchas más pequeñas o puntos dispersos entre la aleta adiposa y la aleta anal y sobre los radios de la aleta caudal, allí estos forman cuatro bandas perpendiculares en semicírculo. De Corydoras tukano se diferencia fácilmente por presentar la mancha negra trasera en el extremo posterior del pedúnculo, justo en el comienzo de los radios de la aleta caudal; en C. tukano ese sector es amarillento ya que dicha mancha aparece en una situación anterior, bajo la aleta apical.